# Liffe 2022
33. Ljubljanski mednarodni filmski festival je potekal od 9. do 20. novembra 2022.

## Festivalska prizorišča
- Ljubljana: Linhartova in Kosovelova dvorana Cankarjevega doma, Kinodvor, Kino Bežigrad, Kino Komuna, Slovenska kinoteka
- Maribor: Maribox
- Celje: Kino Union (Mestni kino Metropol)
- Novo mesto: Anton Podbevšek Teater

## Nagrade
| Nagrada                           | Nagrajeni film                               | Režija        |
| --------------------------------- | -------------------------------------------- | ------------- |
| vodomec                           | Varen kraj / Sigurno mjesto                  | Juraj Lerotić |
| vodomec                           | posebna omemba: Prezaposlena / À plein temps | Eric Gravel   |
| nagrada za najboljši kratki film  | Sierra                                       | Sander Joon   |
| nagrada za najboljši kratki film  | posebna omemba: Heat Waves                   | Kent Chan     |
| nagrada FIPRESCI                  | Neustavljivi / Entre les vagues              | Anaïs Volpé   |
| nagrada občinstva zmaj            | Praznik dela / Praznik rada                  | Pjer Žalica   |
| nagrada Art kino mreže Slovenije  | Blizu / Close                                | Lukas Dhont   |
| nagrada mladinske žirije Kinotrip | Blizu / Close                                | Lukas Dhont   |

- Za nagrado mladinske žirije Kinotrip se je potegovalo pet filmov z mladinsko tematiko: Čudovita bitja, Falcon Lake, Blizu, Moja soba in Kjer levinje rjovejo.
- Za nagrado Art kino mreže Slovenije so se potegovali filmi: Rimini, Blizu, Alcarràs, Zločini prihodnosti, Saint Omer, Najsrečnejši človek na svetu, Ia, Metronom, Zveri in Nemir.

Glasovanje za nagrado občinstva zmaj
| Glasovanje za nagrado občinstva zmaj | Glasovanje za nagrado občinstva zmaj |
| Film                                 | Ocena                                |
| ------------------------------------ | ------------------------------------ |
| Praznik dela                         | 4,76                                 |
| Vera sanja o morju                   | 4,74                                 |
| Čudovita bitja                       | 4,47                                 |
| Varen kraj                           | 4,47                                 |
| Poroka                               | 4,45                                 |
| Neustavljivi                         | 4,44                                 |
| Beseda                               | 4,41                                 |
| Brez medvedov                        | 4,40                                 |
| Igrišče                              | 4,38                                 |
| Pod figami                           | 4,32                                 |
| Pesem o krtu: Finale                 | 4,24                                 |
| Pamfir                               | 4,22                                 |
| Moja soba                            | 4,13                                 |
| 1976                                 | 4,11                                 |
| Falcon Lake                          | 4,10                                 |
| Zbornica                             | 4,09                                 |
| Kjer levinje rjovejo                 | 3,90                                 |
| Božja dežela                         | 3,90                                 |
| Pujsa                                | 3,69                                 |
| Tinitus                              | 3,54                                 |
| Ravnine                              | 3,34                                 |

Za nagrado občinstva zmaj se je potegovalo 21 filmov, ki še niso imeli distribucijske licence za Slovenijo. Glasovanje je potekalo le na ljubljanskih prizoriščih, z izjemo Slovenske kinoteke.
Žirije
| vodomec                                   | FIPRESCI                                | kratki film                               | Art kino mreža Slovenije                                                                                   | Kinotrip                               |
| ----------------------------------------- | --------------------------------------- | ----------------------------------------- | --- | -------------------------------------- |
| Edel Brosnan Joana Domingues Matevž Luzar | René Marx Gena Teodosievska Ivana Novak | Dušan Kasalica Liza Marijina Maša Seničić | Armand Meterc (KRC Hrastnik) Katja Stušek (Linhartova dvorana Radovljica) Vid Šteh (Delavski dom Trbovlje) | Zoja Klemenčič Ajda Simčič Zarja Žagar |

## Filmi

### Perspektive
| Naslov         | Izvirni naslov   | Režija                      | Države                                            | Leto |
| -------------- | ---------------- | --------------------------- | ------------------------------------------------- | ---- |
| Čudovita bitja | Berdreymi        | Guðmundur Arnar Guðmundsson | Islandija · Švedska · Danska · Nizozemska · Češka | 2022 |
| Falcon Lake    | Falcon Lake      | Charlotte Le Bon            | Kanada · Francija                                 | 2022 |
| Igrišče        | Un monde         | Laura Wandel                | Belgija                                           | 2021 |
| Moja Vesna     | Moja Vesna       | Sara Kern                   | Slovenija · Avstralija                            | 2022 |
| Naš dom        | Utama            | Alejandro Loayza Grisi      | Bolivija · Urugvaj · Francija                     | 2022 |
| Nemir          | Unrueh           | Cyril Schäublin             | Švica                                             | 2022 |
| Neustavljivi   | Entre les vagues | Anaïs Volpé                 | Francija                                          | 2021 |
| Prezaposlena   | À plein temps    | Eric Gravel                 | Francija                                          | 2021 |
| Ravnine        | The Plains       | David Easteal               | Avstralija                                        | 2022 |
| Varen kraj     | Sigurno mjesto   | Juraj Lerotić               | Hrvaška                                           | 2022 |

### Predpremiere
| Naslov                       | Izvirni naslov               | Režija                                        | Države                                                                                         | Leto |
| ---------------------------- | ---------------------------- | --------------------------------------------- | ---------------------------------------------------------------------------------------------- | ---- |
| Alcarràs                     | Alcarràs                     | Carla Simón                                   | Španija · Italija                                                                              | 2022 |
| Blizu                        | Close                        | Lukas Dhont                                   | Belgija · Nizozemska · Francija                                                                | 2022 |
| Duše otoka                   | The Banshees of Inisherin    | Martin McDonagh                               | Irska · Združeno kraljestvo Velike Britanije in Severne Irske · Združene države Amerike        | 2022 |
| Dvojna prevara               | Heojil kyolshim              | Park Chan-wook                                | Južna Koreja                                                                                   | 2022 |
| Izgubljeni kralj             | The Lost King                | Stephen Frears                                | Združeno kraljestvo Velike Britanije in Severne Irske                                          | 2022 |
| Kit                          | The Whale                    | Darren Aronofsky                              | Združene države Amerike                                                                        | 2022 |
| Korzet                       | Corsage                      | Marie Kreutzer                                | Avstrija · Nemčija · Luksemburg · Francija                                                     | 2022 |
| LGBT SLO 1984                | LGBT SLO 1984                | Boris Petkovič                                | Slovenija                                                                                      | 2022 |
| MRI                          | R.M.N.                       | Cristian Mungiu                               | Romunija · Francija · Belgija · Švedska                                                        | 2022 |
| Najsrečnejši človek na svetu | Najsrekjniot čovek na svetot | Teona Strugar Mitevska                        | Makedonija · Hrvaška · Slovenija · Bosna in Hercegovina · Danska · Belgija                     | 2022 |
| Neskončnost                  | L'immensità                  | Emanuele Crialese                             | Italija · Francija                                                                             | 2022 |
| Ona ve                       | She Said                     | Maria Schrader                                | Združene države Amerike                                                                        | 2022 |
| Osem gora                    | Le otto montagne             | Felix van Groeningen, Charlotte Vandermeersch | Italija · Belgija · Francija                                                                   | 2022 |
| Potniki noči                 | Les passagers de la nuit     | Mikhaël Hers                                  | Francija                                                                                       | 2022 |
| Rimini                       | Rimini                       | Ulrich Seidl                                  | Avstrija · Nemčija · Francija                                                                  | 2022 |
| Saint Omer                   | Saint Omer                   | Alice Diop                                    | Francija                                                                                       | 2022 |
| Šparta                       | Sparta                       | Ulrich Seidl                                  | Avstrija · Nemčija · Francija                                                                  | 2022 |
| Tori in Lokita               | Tori et Lokita               | Luc Dardenne, Jean-Pierre Dardenne            | Belgija · Francija                                                                             | 2022 |
| Trikotnik žalosti            | Triangle of Sadness          | Ruben Östlund                                 | Švedska · Združeno kraljestvo Velike Britanije in Severne Irske · Francija · Nemčija · Turčija | 2022 |
| Živeti                       | Living                       | Oliver Hermanus                               | Združeno kraljestvo Velike Britanije in Severne Irske · Japonska                               | 2022 |

### Kralji in kraljice
| Naslov                      | Izvirni naslov                         | Režija                             | Države                                                                     | Leto |
| --------------------------- | -------------------------------------- | ---------------------------------- | -------------------------------------------------------------------------- | ---- |
| Brez medvedov               | Khers nist                             | Jafar Panahi                       | Iran                                                                       | 2022 |
| Grenke solze Petre von Kant | Die bitteren Tränen der Petra von Kant | Rainer Werner Fassbinder           | (ZRN)                                                                      | 1972 |
| Ia                          | Eo                                     | Jerzy Skolimowski                  | Poljska · Italija                                                          | 2022 |
| Nekega lepega jutra         | Un beau matin                          | Mia Hansen-Løve                    | Francija · Nemčija · Združeno kraljestvo Velike Britanije in Severne Irske | 2022 |
| Obe strani rezila           | Avec amour et acharnement              | Claire Denis                       | Francija                                                                   | 2022 |
| Pacifikcija                 | Tourment sur les îles                  | Albert Serra                       | Španija · Portugalska · Francija · Nemčija                                 | 2022 |
| Peter von Kant              | Peter von Kant                         | François Ozon                      | Francija · Belgija                                                         | 2022 |
| Praznik dela                | Praznik rada                           | Pjer Žalica                        | Bosna in Hercegovina · Hrvaška · Makedonija · Srbija · Črna gora           | 2022 |
| Sin                         | The Son                                | Florian Zeller                     | Združeno kraljestvo Velike Britanije in Severne Irske · Francija           | 2022 |
| Tralala                     | Tralala                                | Jean-Marie Larrieu, Arnaud Larrieu | Francija                                                                   | 2021 |
| Zločini prihodnosti         | Crimes of the Future                   | David Cronenberg                   | Kanada · Grčija · Združeno kraljestvo Velike Britanije in Severne Irske    | 2022 |

### Panorama svetovnega filma
| Naslov                | Izvirni naslov                 | Režija                  | Države                                               | Leto |
| --------------------- | ------------------------------ | ----------------------- | ---------------------------------------------------- | ---- |
| 1976                  | 1976                           | Manuela Martelli        | Čile · Argentina · Katar                             | 2022 |
| Beseda                | Slovo                          | Beata Parkanová         | Češka · Slovaška · Poljska                           | 2022 |
| Božja dežela          | Vanskabte land                 | Hlynur Pálmason         | Danska · Islandija · Francija · Švedska              | 2022 |
| Dvanajstega ponoči    | La nuit du 12                  | Dominik Moll            | Francija · Belgija                                   | 2022 |
| Kako rešiti planet?   | La croisade                    | Louis Garrel            | Francija                                             | 2021 |
| Lunana: jak v razredu | Lunana: A Yak in the Classroom | Pawo Choyning Dorji     | Butan (država) · Ljudska republika Kitajska          | 2019 |
| Metronom              | Metronom                       | Alexandru Belc          | Romunija · Francija                                  | 2022 |
| Moja soba             | Chemi otakhi                   | Ioseb »Soso« Bliadze    | Gruzija · Nemčija                                    | 2022 |
| Odštevanje            | Tafrigh                        | Mani Haghighi           | Iran · Francija                                      | 2022 |
| Pamfir                | Pamfir                         | Dmitro Suholitki-Sobčuk | Ukrajina · Poljska · Francija · Nemčija · Luksemburg | 2022 |
| Pod figami            | Under the Fig Trees            | Erige Sehiri            | Tunizija · Švica · Francija                          | 2021 |
| Rožnata luna          | Pink Moon                      | Floor van der Meulen    | Nizozemska · Slovenija                               | 2022 |
| Tinitus               | Tinnitus                       | Gregorio Graziosi       | Brazilija                                            | 2022 |
| Zbornica              | Zbornica                       | Sonja Tarokić           | Hrvaška                                              | 2021 |
| Zveri                 | As bestas                      | Rodrigo Sorogoyen       | Španija · Francija                                   | 2022 |

### Ekstravaganca
| Naslov               | Izvirni naslov      | Režija         | Države       | Leto |
| -------------------- | ------------------- | -------------- | ------------ | ---- |
| Pesem o krtu: Finale | Mogura no uta Final | Takashi Miike  | Japonska     | 2021 |
| Pujsa                | Cerdita             | Carlota Pereda | Španija      | 2022 |
| Racija v Hanoju      | Beom-joe-do-si-2    | Lee Sang-yong  | Južna Koreja | 2022 |
| Vegani so okusnejši  | Barbaque            | Fabrice Éboué  | Francija     | 2021 |

### Kinobalon
| Naslov           | Izvirni naslov   | Režija                           | Države                                      | Leto |
| ---------------- | ---------------- | -------------------------------- | ------------------------------------------- | ---- |
| Kapa             | Kapa             | Slobodan Maksimović              | Slovenija · Hrvaška · Luksemburg · Slovaška | 2022 |
| Kapitanka Nova   | Captain Nova     | Maurice Trouwborst               | Nizozemska                                  | 2021 |
| Moj brat robot   | Robotbror        | Frederik Meldal Nørgaard         | Danska                                      | 2022 |
| Nočni gozd       | Nachtwald        | Andre Hörmann                    | Nemčija                                     | 2021 |
| Zmajska princesa | Princesse Dragon | Jean-Jacques Denis, Anthony Roux | Francija                                    | 2021 |

### Retro: Miklós Jancsó
| Naslov             | Izvirni naslov       | Režija        | Države                      | Leto |
| ------------------ | -------------------- | ------------- | --------------------------- | ---- |
| Agnus Dei          | Égi bárány           | Miklós Jancsó | Madžarska                   | 1971 |
| Ljubim Elektro     | Szerelmem, Elektra   | Miklós Jancsó | Madžarska                   | 1974 |
| Ljudje brez upanja | Szegénylegények      | Miklós Jancsó | Madžarska                   | 1965 |
| Rdeči psalm        | Még kér a nép        | Miklós Jancsó | Madžarska                   | 1972 |
| Tako sem se vrnil  | Így jöttem           | Miklós Jancsó | Madžarska                   | 1964 |
| Zimski veter       | Sirokkó              | Miklós Jancsó | Madžarska · Francija        | 1969 |
| Zvezde in vojaki   | Csillagosok, katonák | Miklós Jancsó | Madžarska · Sovjetska zveza | 1967 |

### Posvečeno: Rajko Grlić in praška šola
| Naslov                       | Izvirni naslov             | Režija            | Države                                          | Leto |
| ---------------------------- | -------------------------- | ----------------- | ----------------------------------------------- | ---- |
| Bravo, maestro               | Bravo, maestro             | Rajko Grlić       | ()                                              | 1978 |
| Čaruga                       | Čaruga                     | Rajko Grlić       | ()                                              | 1991 |
| Kar bo, pa bo                | Kud puklo da puklo         | Rajko Grlić       | ()                                              | 1974 |
| Okupacija v 26 slikah        | Okupacija u 26 slika       | Lordan Zafranović | ()                                              | 1978 |
| Petrijin venec               | Petrijin venac             | Srdjan Karanović  | ()                                              | 1980 |
| Poseben postopek             | Poseban tretman            | Goran Paskaljević | ()                                              | 1980 |
| Posebna vzgoja               | Specijalno vaspitanje      | Goran Marković    | ()                                              | 1977 |
| Samo enkrat se ljubi         | Samo jednom se ljubi       | Rajko Grlić       | ()                                              | 1981 |
| V žrelu življenja            | U raljama života           | Rajko Grlić       | ()                                              | 1984 |
| Za zdaj brez dobrega naslova | Za sada bez dobrog naslova | Srdjan Karanović  | ()                                              | 1988 |
| Rajko Grlić – kratki filmi   |                            |                   |                                                 |      |
| Mi iz Prage                  | Mi iz Praga                | Rajko Grlić       | Socialistična federativna republika Jugoslavija | 1968 |
| Vsak vsakega poje            | Sve jedno drugo pojede     | Rajko Grlić       | Socialistična federativna republika Jugoslavija | 1971 |
| Zagreb                       | Zagreb                     | Rajko Grlić       | Socialistična federativna republika Jugoslavija | 1982 |
| Pariži, Istra                | Pariži, Istra              | Rajko Grlić       | Socialistična federativna republika Jugoslavija | 1991 |

### Fokus: Kosovo
| Naslov                | Izvirni naslov               | Režija            | Države                                      | Leto |
| --------------------- | ---------------------------- | ----------------- | ------------------------------------------- | ---- |
| Kje je Venera?        | Në kërkim të Venerës         | Norika Sefa       | Kosovo · Makedonija                         | 2021 |
| Kjer levinje rjovejo  | Luaneshat e kodrës           | Luàna Bajrami     | Kosovo · Francija · Združene države Amerike | 2021 |
| Panj                  | Zgjoi                        | Blerta Basholli   | Kosovo · Albanija · Makedonija · Švica      | 2021 |
| Poroka                | Martesa                      | Blerta Zeqiri     | Kosovo · Albanija                           | 2017 |
| Vera sanja o morju    | Vera andrron detin           | Kaltrina Krasniqi | Kosovo · Albanija · Makedonija              | 2021 |
| Kosovo – kratki filmi |                              |                   |                                             |      |
| Izberi si ime         | Zgjedhe një emër             | Dritëro Mehmetaj  | Kosovo                                      | 2018 |
| Sintetični zvoki      | These Sounds Taste Synthetic | Gretel Dani       | Kosovo                                      | 2017 |
| Ni prostora           | Pa vend                      | Samir Karahoda    | Kosovo                                      | 2021 |
| Ograja                | Gardhi                       | Lendita Zeqiraj   | Kosovo                                      | 2018 |
| Vmes                  | Në Mes                       | Samir Karahoda    | Kosovo                                      | 2019 |
| Mesec dni             | Një Muaj                     | Zgjim Terziqi     | Kosovo                                      | 2017 |

### Jadranska mreža festivalov
| Naslov      | Izvirni naslov | Režija               | Države                           | Leto |
| ----------- | -------------- | -------------------- | -------------------------------- | ---- |
| Alma Viva   | Alma Viva      | Cristèle Alves Meira | Portugalska · Belgija · Francija | 2022 |
| Intregalde  | Întregalde     | Radu Muntean         | Romunija                         | 2021 |
| Vlažen prod | Wet Sand       | Elene Naveriani      | Gruzija · Švica                  | 2021 |

V ta sklop je bil uvrščen tudi film Rožnata luna (r. Floor van der Meulen), ki je bil sicer eden izmed filmov iz sklopa Panorama.

### Evropa na kratko
| Naslov                            | Izvirni naslov                      | Režija                                                | Države                                                         | Leto |
| --------------------------------- | ----------------------------------- | ----------------------------------------------------- | -------------------------------------------------------------- | ---- |
| 1. sklop                          |                                     |                                                       |                                                                |      |
| Tehno mama                        | Techno, Mama                        | Saulius Baradinskas                                   | Litva                                                          | 2021 |
| Domotožna pljuča                  | Hoamweh Lung                        | Felix Klee                                            | Nemčija                                                        | 2021 |
| Tako se je končalo poletje        | Tako se je končalo poletje          | Matjaž Ivanišin                                       | Slovenija · Madžarska · Italija                                | 2022 |
| Prisluhnite ritmu naših podob     | Écoutez le battement de nos images  | Audrey Jean-Baptiste, Maxime Jean-Baptiste            | Francija, Francoska Gvajana                                    | 2021 |
| Fardosa                           | Fardosa                             | Rukia Mahamed, Iqlaas Osman, Anton Tammi              | Finska · Združeno kraljestvo Velike Britanije in Severne Irske | 2021 |
| Heat Waves                        | Heat Waves                          | Kent Chan                                             | Nizozemska                                                     | 2021 |
| 2. sklop                          |                                     |                                                       |                                                                |      |
| Na Kserksovem prestolu            | Ston throno tou Xerxi               | Evi Kalogiropoulou                                    | Grčija                                                         | 2022 |
| Delo za vse!                      | Arbete åt alla!                     | Maximilien Van Aertryck, Axel Danielson               | Švedska                                                        | 2021 |
| Potemkinisti                      | Potemkiniştii                       | Radu Jude                                             | Romunija                                                       | 2022 |
| Sierra                            | Sierra                              | Sander Joon                                           | Estonija                                                       | 2022 |
| Pink Rider                        | Pink Rider                          | Daniel Aguirre                                        | Švedska                                                        | 2021 |
| Saboter                           | Le Saboteur                         | Anssi Kasitonni                                       | Finska                                                         | 2022 |
| Postanek                          | L'escale                            | Nizar Saleh, Rob Jacobs, Paul Shemisi, Anne Reijniers | Belgija · Demokratična republika Kongo                         | 2022 |
| 3. sklop                          |                                     |                                                       |                                                                |      |
| Curupira in stroj usode           | Curupira e a máquina do destino     | Janaina Wagner                                        | Francija · Brazilija                                           | 2021 |
| Nemogoče figure in druge zgodbe I | Figury niemożliwe i inne historie I | Marta Pajek                                           | Poljska · Kanada                                               | 2021 |
| Priročnik                         | Handbuch                            | Pavel Mozhar                                          | Nemčija · Belorusija                                           | 2021 |
| Will My Parents Come to See Me    | Will My Parents Come to See Me      | Mo Harawe                                             | Avstrija · Nemčija · Somalija                                  | 2022 |